# 斯特雷维
斯特雷维（義大利語：Strevi），是意大利亚历山德里亚省的一个市镇。总面积15.21平方公里，人口2090人，人口密度137.4人/平方公里（2009年）。ISTAT代码为006168。